# آیگون ییلدیریم
آیگون ییلدیریم (انگلیسی: Aygün Yıldırım؛ زادهٔ ۴ آوریل ۱۹۹۵) بازیکن فوتبال اهل آلمان است.

## یادکرد ویکی‌پدیا
- مشارکت‌کنندگان ویکی‌پدیا. «Aygün Yıldırım». در دانشنامهٔ ویکی‌پدیای انگلیسی، بازبینی‌شده در ۲۸ مارس ۲۰۲۲.